# Kaptorga

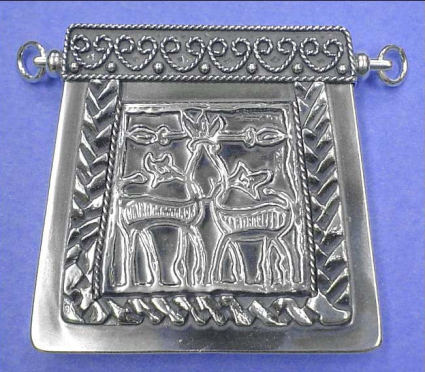
Współczesna replika srebrnej kaptorgi z X-XI w. (według znaleziska z Chełmu Drezdeneckiego)

Kaptorga − rodzaj woreczka lub pudełka noszonego na szyi, w którym umieszczano nawęzy, pachnidła, a w późniejszym okresie relikwie. 
Kaptorga miała kształt trapezowaty lub prostokątny, na powierzchni zdobiono ją ornamentami geometrycznymi albo figuralnymi. Wykonywana była z różnych materiałów, zależnie od zamożności właściciela, od wełny aż po srebro.
Pierwsze znane kaptorgi pojawiły się w III wieku p.n.e. na północnych wybrzeżach Morza Czarnego, skąd rozprzestrzeniły się z czasem na Azję Mniejszą i cały basen Morza Śródziemnego. Nazwa pochodzi z języka tureckiego i pierwotnie odnosiła się do prawosławnych relikwiarzy, a z czasem została przeniesiono ją na biżuterię wskutek błędnego zrozumienia ich funkcji.
Znaleziska kaptorg z terenów obecnej Polski pochodzą przede wszystkim z cmentarzysk i pochówków bogatych elit monarchii wczesnopiastowskiej. Spotykane są również na terenie całej Skandynawii i Rusi, skąd mogły trafić do Polski. 